# Утина
Мала ушара или утина (лат. Asio otus) врста је птице која припада реду сова (Strigiformes) и породици правих сова (Strigidae). Спада у сове средње величине и дужина тела се креће између 31 и 40 центиметара, а распон крила од 85 до 100 cm, док је просечна јединка тешка мање од 350 грама. Глава утине је округла и препознатљива по томе што на врху има „ушке“ — уздигнуто перје које подсећа на уши, а по томе је ова сова и добила назив. Обојеност перја на предњим деловима тела представља мешавину црне, браон, сиве, крем и беле боје, док је задњи део тела беличасто-сиве и боје коже са тамним браон пругама.
Утина живи на простору Европе, Азије, Северне Америке и Африке. Популације ове врсте се у северним и хладнијим крајевима делимично селе због недостатка хране, док се у топлијим крајевима редовно скупљају у зимска јата. Зимска јата се често налазе у насељеним местима, а број јединки у њима се креће од неколико до више стотина птица. Углавном живи у отвореним шумама и густој вегетацији у близини травњака или грмља.
Мала ушара је грабљивица која плен лови ноћу, док преко дана седи сакривена у круни дрвећа. Волухарице доминирају у исхрани мале ушаре у многим областима Северне Америке, али и у појединим деловима Европе, а поред њих, храни се и мишевима, пацовима, гуштерима, малом ласицом, слепим мишевима, ровчицама и кртицама. Може се хранити и птицама, које углавном конзумира током зиме, када су глодари недоступнији због снежног покривача, а од птица најчешће конзумира врапца покућара, птице певачице и огрличасту лештарку.
Младунци се оглашавају пиштањем које подсећа на звук шкрипе вратима, док одрасле јединке током сезоне гнежђења имају комплексан вокални репертоар, али су током остатка године углавном тихе. Мужјак се најчешће оглашава тихим хукањем, док женка има мало кмечавији глас и оглашава се меким, назалним „шуу-уух”. Мужјаково оглашавање се најчешће може чути у периоду јануар—март, када долази до формирања парова и када се мужјак удвара женки. Након парења, женка полаже 3—5 јаја, из којих се после 24—28 дана излежу слепи и беспомоћни младунци. Младунце у почетку храни искључиво женка, и то храном коју доноси мужјак, а након пар недеља женка почиње да полако напушта гнездо и сама лови. Када наврше осам недеља, младунци већ почињу полако да лете, а убрзо потом и да лове, углавном мање животиње.

## Опис
Мала ушара спада у сове средње величине. Дужина тела код ове врсте се креће између 31 и 40 центиметара, с тим да је, као и код већине других сова, мужјак мањи од женке, па је његова просечна дужина 35—37,5 cm, док је женка у просеку велика 37–40 cm. Распон крила мале ушаре креће се од 85 до 100 cm и углавном није тежа од 350 грама — мужјак тежи 220—305 грама, док је женка у просеку тешка 260—435 грама. Тежина варира у зависности од годишњег доба, тако да је женка најтежа непосредно пре и током полагања јаја, а масу равномерно губи лети, током периода митарења. Промене у тежини мужјака нису толико изражене — он је незнатно тежи током инкубације, а помало губи на тежини за време бриге о младунцима. Оба пола постижу стабилне тежине пред зиму, углавном током октобра.
Глава утине је округла и препознатљива по томе што на врху има „ушке“ — уздигнуто перје које подсећа на уши, а по томе је ова сова и добила назив. Фацијални диск јој је округао, крем боје са белим „обрвама” и белом шаром испод кљуна. Очи су им наранџасто-црвенкасте боје, у Северној Америци су златножуте, док су у Евроазији наранџасте боје. Очи су велике и изражене, положене напред што увелико помаже у процени раздаљине. Видокруг таквих очију се, као и код човека, делимично преклапа, стварајући бинокуларну слику. Такав вид омогућава врло добру процену удаљености плена, што је од велике важности приликом лова. Међутим, утина, као ни остале сове, због овакве грађе не може да покреће очи унутар очних дупљи, већ уместо тога има покретљив врат који може да ротира за 270°. Кљун је просечно 16,2 милиметра дуг код женке, 15,7 милиметара код мужјака и црне је боје, као и перје између очију и горњег дела кљуна.
Ноге и прсти су јој прекривени густим перјем. Крила су јој дуга и имају десет примарних и тринаест секундарних пера. Обојеност перја на предњим деловима тела представља мешавину црне, браон, сиве, крем и беле боје. Задњи део тела је беличасто-сиве и боје коже са тамним браон пругама. Мужјак је углавном светлије обојен од женке, посебно његов фацијални диск, стопала и доњи делови тела, док перје женке генерално више има браон и крем боју.

### Сличне врсте
Конгенеричка и симпатричка ритска сова (Asio flammeus) доста је слична утини, али је светлија од ње, са шарама концентрисаним на горњи део груди, а нема шаре на леђима. Такође, ушни праменови ритске сове су знатно мање изражени него код утине. Поред ритске сове, америчка буљина (Bubo virginianus) слично је обојена утини, али је много већа од ње, ушни праменови су јој размакнутији и окренути ка споља, док су код утине ближи један другом и усправнији. Људи често мешају утину са шумском совом (Strix aluco), међутим, утина има издуженије лице од шумске сове и облија и дужа крила, а и хукање утине је развученије и туробније од хукања шумске сове.
- Мала ушара са карактеристичним шарама на предњем делу тела
- Глава мале ушаре са подигнутим ушним праменовима
- Очи мале ушаре
- Крило мале ушаре
- Јувенилна мала ушара у одбрамбеном положају, надувена и са раширеним крилима

## Систематика

### Географске варијације
Евроазију настањује номинална подврста униформног изгледа, док у Северној Америци постоји разлика између јединки које живе на западу и оних које живе на истоку — западне јединке су светлије обојене. У величини тела или јаја не постоје очигледне разлике. С обзиром на номадску склоност утине, тренутна подела на подврсте у Северној Америци је упитна и неопходно је даље истраживање.

### Подврсте
Данас постоји шест званично признатих подврста мале ушаре:
- — настањује Европу, северозападну Африку и Азију
- — становник планинских крајева Етиопије
- — гнезди се на Канарским острвима
- — насељава ДР Конго, Уганду и Кенију
- – може се срести у источним деловима Северне Америке
- — присутна у западним деловима Северне Америке

Неки научници спајају подврсте A. o. graueri и A. o. abyssinicus у једну, засебну врсту коју називају абисинска сова. Иако неки мадагаскарску сову наводе као подврсту утине, већина научника је третира засебном врстом, сматрајући ове две врсте алопатричним. Када је реч о сродности са ритском совом, налази из протеинске електрофорезе указују на то да је, за конгенеричне врсте, генетичка дистанца између ове две врсте „необично велика” и није познато да долази до хибридизације ове две врсте сова.

## Распрострањеност и станиште
Мала ушара живи у централном делу Северне Америке, северној Африци, већем делу Европе и Азије. Популације ове врсте се у северним и хладнијим крајевима делимично селе због недостатка хране, док се у топлијим крајевима редовно скупљају у зимска јата. Зимска јата се често налазе у насељеним местима, а број јединки у њима се креће од неколико до више стотина птица. Највеће зимско јато је забележено у Кикинди, где је број сова достизао и 400 јединки, а на овом локалитету је више пута обаран светски рекорд.
Ова сова најчешће настањује отворене терене уз ивице шума, дрвореде, паркове, воћњаке и мање групе дрвећа. Најчешће се гнезди на четинарима, посебно онима са густом круном.

### Америка
Мала ушара настањује просторе од југоисточног Јукона, североисточне Британске Колумбије и северне Алберте, преко централне Канаде до Приморских провинција и јужно до северне Доње Калифорније, јужне Аризоне, јужног Новог Мексика, источно до Пенсилваније, Њујорка и северне Нове Енглеске. Такође насељава просторе Апалачких планина до Вирџиније.
Зиму може да проводи широм ареала гнежђења, али се јединке које живе у севернијим деловима ареала углавном селе током зиме, тако да мала ушара зиму углавном проводи од јужне Канаде и северне Нове Енглеске јужно до држава Мексичког залива, Халиска, Мичоакана, Герера и Оахаке у унутрашњости Мексика. Током зиме је такође забележена на Бермудима и Куби.

### Свет
Широко је распрострањена кроз целу Европу, почевши од Уједињеног Краљевства, Шпаније и Португала на западу до Манџурије, Кореје, Тајвана и Јапана на истоку. Мигрира јужно до држава Персијског залива, Пакистана, и Египта. Немиграторне популације живе у Мароку, Алжиру, Тунису, ДР Конгу, Уганди, Кенији, Етиопији, као и на Азорским и Канарским острвима.
Србија је једна од земаља са највећим бројем парова у Европи, с обзиром да утина насељава целу Србију — у централној Србији процењена гнездећа популација броји између 5.000 и 7.000 парова, док у Војводини овај број износи 3.000—4.000 парова. Укупна бројност за целу Србију процењује се на 11.000 парова, што су потврдила и истраживања, када је, током кампање проучавања и заштите утина у Србији, посећено преко 600 локација и побројано око 21.000 јединки у 408 јата, а потом утврђено да постоји још око 40 јата. На простору Војводине забележено је више од 19.000 јединки у 370 јата, које углавном живе у дрворедима и на пољопривредним земљиштима у насељеним местима. У новијој литератури се могу наћи још већи бројеви, па тако процене из 2015. године наводе 19.000—28.000 парова у Србији, заједно са Косовом.
У Хрватској је такође једна од најчешћих сова, где се током зиме окупља у мањим јатима, најчешће у насељима, где за провођење дана бира гране смрче, тује, брезе и платане. Хрватска популација је бројна и процењује се на 10.000—15.000 гнездећих парова. Углавном се гнезди у унутрашњости Хрватске и Горској Хрватској, а у Далмацији је ретка, док зиму проводи у јатима у Приморју и Далмацији. У Црној Гори је током 2017. побројано педесетак младунаца мале ушаре у јединој црногорској степи — Ћемовском пољу. Овај број указује на велику присутност сове у Црној Гори, а представља и једну од најгушћих популација у региону.

### Миграција
Иако је у северној Европи добро документован номадизам утине као одговор на флуктуирање бројности плена, у Северној Америци није забележена оваква појава, а пролећне и јесење миграције у одговарајућим правцима на различитим локацијама широм Сједињених Држава указују на постојање регуларне миграције. Утина је по свој прилици и регуларна селица у северној Канади, али, са друге стране, бројне популације широм Сједињених Држава и јужне Канаде редовно проводе зиму у оквиру свог ареала гнежђења.
У јужној Европи је у великој мери станарица, а зиму може да проводи до 64° северне географске ширине у Финској, и то када је хране у тим подручјима у изобиљу, а иначе су јединке које живе северно од 50 °ГШ у Русији и Феноскандији миграторне. Поред тога, редовна сеоба је забележена и код јединки које насељавају руску обалу Балтичког мора. Европске јединке које мигрирају углавном зиму проводе у јужној Европи, најдаље до северних делова Африке, до Египта. Афричке, као и острвске популације, попут оних на Канарима, нису миграторне.
У Северној Америци, јединке се селе на југ у периоду од краја септембра до краја новембра, с тим да своје ареале гнежђења прво напуштају јувенилне јединке, док се одрасле јединке селе касније. Постоји и незнатна разлика у времену сеобе у односу на пол, па тако женке подручје гнежђења напуштају нешто раније од мужјака. У области гнежђења враћају се током марта и априла, с тим да се неке јединке могу задржати дуже, уколико је у областима где су проводиле зиму и даље плена у изобиљу.

### Станиште
Утина живи у отвореним шумама и густој вегетацији у близини травњака или грмља. Ова птица је опортунистичка и гнезди се на разним местима, настањујући напуштена гнезда других птица, тако да локација гнезда зависи углавном од области у којој јединка живи и присутности врста чија гнезда може населити, па се тако у Ајдаху гнездо може наћи на гранама врбе, тополе и клеке, у Калифорнији, Аризони, Орегону, Вашингтону, Невади, Јути, Колораду, Вајомингу, Монтани и Јужној Дакоти у густом грмљу отворених подручја, док у Мичигену и Орегону углавном бира четинарско дрвеће на ободу шума, близу отворених поља која користи за лов. У Европи настањује шумарке и густише свих врста, такође махом на ивици шума. Поред тога, преферира шипражје и гајеве окружене тресетиштем, пашњацима, мочварама и обрадивим земљиштем. У Србији и на Балкану махом бира четинаре, најчешће тују, смрчу, јелу, црни бор и чемпрес. Током зиме махом користи слично станиште, а заједничка јата се формирају углавном на четинарима, из простог разлога што им четинари омогућавају бољу заштиту од неповољних временских прилика у односу на голо листопадно дрвеће.

## Исхрана
Мала ушара је грабљивица која плен лови ноћу, мада може ловити и пре зоре, поготово у периоду кад одгаја младунце, док у Финској лети лови током читавог дана. Најчешће лови плен у ниском лету — 0,5 до 2 метра изнад земље, на рубовима шума или уз живице, а понекад лебди и на већим висинама, скенирајући околину у потрази за пленом. Приликом лова, покрети крилима су јој брзи, испресецани кратким маневрима и периодима у којима једри, ослањајући се на струјање ваздуха. Ређе лови са осматрачнице, и то углавном када је време ветровито. Није познато да гони свој плен, нити да лови плен у ваздуху.
Временске прилике утичу на малу ушару и њен начин лова, као и на саму успешност истог, тако да је у периодима са кишом и ветром знатно мање успешна, када у просеку хвата један плен након 6—8 покушаја. У северној Италији је забележено да је у периодима великих снежних падавина прешла са глодара, своје примарне хране, на птице, које су јој у таквим ситуацијама доступније.
Мале сисаре убија тако што им кљуном пробија задњи део лобање. Плен обично гута цео, мада се дешава и да поједине глодаре распори и избаци изнутрице, па да их након тога поједе целе. Када је реч о малим птицама, углавном откида крила и реп и одбацује их, а након тога једе изнутрице, потом и груди, које кида на комаде.
Утина се приликом лова ослања на чуло слуха, што потврђује њена забележена способност да ухвати миша у потпуном мраку. Спољни ушни отвори су велики и асиметрични, омогућавајући утини прецизно лоцирање плена. Поред овога, и сам њен лет је адаптиран за нечујан лов, укључујући ресе на спољним ивицама примарних крила, меке ресе налик коси на ободима летног перја и паперјасту површину дорзалне стране летног перја. Све ово, заједно са малим отпором крила (0,19 g/cm²) помаже утини да свој лет учини нечујним и лако се приближи плену. Чуло вида мале ушаре је такође добро развијено, ако не боље, онда подједнако добро као и код осталих северноамеричких сова.

### Плен
Храни се широким спектром малих сисара тешких између 10 и 100 грама; просечна тежина плена варира од 25 до 45 грама, а већина плена је лакша од 65 грама. Волухарице, посебно чивавска (Microtus pennsylvanicus), преријска (Microtus ochrogaster) и брдска волухарица (Microtus montanus) доминирају у исхрани мале ушаре у многим областима Северне Америке. У Великим равницама и западним деловима Сједињених Држава бројно доминантни у исхрани су глодари из рода Peromyscus (Peromyscus leucopus и Peromyscus maniculatus), док у сушним областима значајан део исхране чине јединке из родова Perognathus и Dipodomys. Поред ових, утина се храни и врстом џепног гофера — Thomomys talpoides, кућним мишем (Mus musculus), ровчицама (Blarina, Cryptotis, Sorex), зечевима и кунићима, мишевима скакавцима (Onychomys leucogaster), житним мишевима (Reithrodontomys megalotis) и младим пацовима. Уз глодаре, редовно једе и гуштере (Sceloporus graciosus, Phrynosoma douglassi, Cnemidophorus tigris), змије (Storeria dekayi, Arizona elegans), кртице (Condylura cristata), слепе мишеве (Nycticeius humeralis, Lasiurus cinereus, Myotis lucifugus, Antrozous pallidus), дугорепу ласицу и веверице (Spermophilus townsendii, Tamias minimus, Sciurus vulgaris). У Европи је исхрана доста слична, тако да се у Шведској такође храни волухарицама, првенствено мочварном ливадском волухарицом (Microtus agrestis), која током зиме чини преко 80% исхране мале ушаре и воденом волухарицом (Arvicola amphibius), коју конзумира током лета, као и шумском волухарицом (Myodes glareolus). Током целе године се храни шумским мишем (Apodemus sylvaticus) и жутогрлим мишем (Apodemus flavicollis). У Србији се најчешће храни ситним сисарима као што су пољски мишеви и волухарице, веома ретко осталим глодарима, ситнијим птицама, инсектима и жабама. У Европи се такође храни малом ласицом, слепим мишевима, пацовима, ровчицама и кртицама.
Птице, првенствено врабац покућар, чине преко 50% исхране мале ушаре током зиме у Ираку, а поред тога, храни се и разним врстама птица певачица и огрличастом лештарком. У северној Европи, на менију мале ушаре често се могу наћи зебе, а забележено је да се хранила малим дроздом (Turdus iliacus), великом сеницом (Parus major), брезовим звиждаком (Phylloscopus trochilus) и стрнадицом жутовољком (Emberiza citrinella).
- Мала ушара у зоо врту у Белорусији
- Канџе мале ушаре којима хвата плен

## Вокализација
Током сезоне гнежђења, утина има комплексан вокални репертоар, али је током остатка године углавном тиха. До сада је забележено преко 10 различитих оглашавања, а нека од њих се јављају ретко и у специфичним ситуацијама, док је свега неколико њих често и могу се редовно чути.
Младунци се оглашавају кратким, меким „зии” или гласнијим, пискавим „пзиии”. Приликом тражења хране испуштају меко пиштање које подсећа на звук шкрипе вратима или крцкање грана дрвећа на ветру. Неки научници ово дозивање описују као веома продоран глас који подсећа на шкрипу љуљашке и који се може чути и на удаљености од преко 2 km. Када су у близини људи, младунци се оглашавају крештавим криком, који вероватно представља оглашавање у случају опасности. Није познато када младунци развијају оглашавање које користе одрасли, али, с обзиром на то да су истраживања показала да он непевачица једино папагаји и колибрији уче певање од родитеља, верује се да је развој вокалних способности код утине, и код других сова, урођен.
Мужјак се оглашава тихим хукањем, док женка има мало кмечавији глас. Типично оглашавање мужјака, његова рекламна песма, представља серију од 10 до преко 200 хукова које равномерно понавља на сваке 2—4 секунде, а који се могу чути на удаљености до једног километра. Са друге стране, женка се оглашава меким, назалним „шуу-уух” које је више у односу на мужјаково хукање и не завршава се изненадно. Њено оглашавање је хармонично и понавља се на сваких две до осам секунди, али је једва чујно на удаљености од 60 m. У поређењу са мужјаковим оглашавањем, оглашавање женке више подсећа на дување у чешаљ или на блејање јагњета.
Алармне дозиве испуштају оба пола, а најчешће је лајаво „ууак ууак ууак”. Слично као и код осталих дозивања, и ово дозивање је код женке више него код мужјака, управо због тога што мужјак има мању сирингу од женке. Одрасле јединке такође испуштају развучено, врискаво „јауу” и осорно, мачколико „ууауу”.
Рекламна песма мужјака се најчешће може чути у периоду фебруар—мај, са врхунцем у марту, а повремено траје и до краја периода лежања женке на јајима — до јуна. Ову песму мужјак испушта углавном са свог одмаралишта, а повремено и у лету, као и са земље. Женка своје кмечање испушта из гнезда или оближњег одмаралишта, а са истим почиње током фебруара, пре него да положи јаја и наставља да се тако оглашава током инкубације. Алармни позиви се, са друге стране, могу чути касније, када су већ јаја пред излегањем па све док младунци не напусте гнездо. За разлику од осталих дозивања, која се углавном испуштају ноћу, почевши од заласка сунца па надаље, алармни дозиви се могу чути у било које доба дана и ноћи, а све у зависности од тога када се појави претња.
Када је реч о невокалним оглашавањима, како младунци, тако и одрасле јединке, када се нађу у близини људи, почињу да клепећу кљуном, стварајући тако гласан прасак, а одрасла утина се овако оглашава и када брани гнездо од предатора. Звук налик ударцу бича утина производи пљескањем крилима и може се чути на удаљености већој од сто метара. Углавном га производи мужјак, и то током удварања, када 6—20 пута пљеска крилима, што представља део његовог специфичног лета којим осваја женку.

## Понашање

### Кретање
Беспомоћни младунци се обично крећу с гране на грану скакутањем и цупкањем, а они мањи, који још увек не могу да ходају, крећу се тако што се ногама одгурују, а потпомажу се крилима и кљуном. Одрасле јединке проводе изузетно мало времена крећући се по земљи, већ већину времена проводе у гнезду, на одмаралишту или у лету. Када је реч о лету, он се приликом лова састоји од дугих периода једрења, испресецаних дубоким замасима крила. Када лови, често се издиже изнад земље и лебди на висини, да би лакше осматрала област и уочила плен. Утина је веома окретна у лету и често се обрће и заврће да би лакше прошла кроз густу вегетацију.

### Брига о себи
Мала ушара је махом ноћна птица и најактивнија је након заласка сунца, проводећи обично 1—5 сати у лету током ноћи. Женка током инкубације дан проводи у гнезду, док се мужјак у том периоду налази углавном на гранама оближњег дрвећа. Мужјак је углавном током сезоне гнежђења усамљен, мада може и да проводи дан заједно са мужјацима из околних гнездилишта, па је тако у југоисточном Ајдаху забележено и до 40 птица на одмаралишту. Ван сезоне гнежђења је заједничко провођење времена уобичајено, када утине стоје на одмаралиштима међусобно удаљене мање од једног метра, а на висини од 0,5 до 5 m изнад земље. Оваква легла се формирају од јуна до октобра, а птице се разилазе у фебруару или марту, када почиње процес спајања парова и размножавања. Типично легло се састоји од 2—20 птица, али су била забележена и она са преко 100 јединки.

### Територијалност
Утина је генерално конспецифијски толерантна, тако да досад нису забележени случајеви напада на друге јединке своје врсте. Са друге стране, обично напада људе који се приближе гнезду, као и друге потенцијалне предаторе. Као одговор на претњу, утина се шћућури и спусти главу, оклембеси крила и разбаруши перје. Све ово је праћено оглашавањем, а понекад се љуља лево-десно и шири крила, постављајући их иза леђа.
С обзиром на то да често време проводи заједно са другим јединкама своје врсте, утина често не брани простор непосредно око свог гнезда, а одрасле јединке из различитих гнезда често лове на истим пољима. Може се чак и гнездити у широким колонијама, са најближим гнездом на свега петнаестак метара удаљености.

### Спајање парова
Спајање парова почиње вероватно крајем зиме, пре него што се распусте заједничка гнездилишта, а започиње удварањем мужјака које се састоји од оглашавања и карактеристичног летења — цик-цак лет око гнезда праћен дубоким замасима крила, испресецан једрењем и клепетањем крилима. Након тога, мужјак стаје на оближње одмаралиште и почиње да лепрша крилима, а женка на то одговара тако што се шћућури на свом одмаралишту или на земљи, спуштајући крила доле. Мужјак потом долеће до женке (или обрнуто) и почиње парење, а копулација траје око три секунде. Непосредно пре и након копулације може доћи и до међусобног требљења и удешавања, када једна јединка другу кљуном чисти од паразита и уређује јој перје, а овај процес се дешава и током одгајања младунаца, често и током целе сезоне гнежђења. Након што одгоје младунце, мужјак и женка се разилазе и у већини случајева не долази до поновног спајања.

### Предација
Међу европским совама, мала ушара је убедљиво најчешћа жртва предатора, а у већини случајева је нападају јастреб (Accipiter gentilis), буљина (Bubo bubo), мишар (Buteo buteo) и сиви соко (Falco peregrinus), а понекад и црна луња (Milvus migrans), дугорепа (Strix uralensis) и шумска сова (Strix aluco). У Северној Америци, мала ушара је плен америчке буљине (Bubo virginianus), пругасте сове (Strix varia), сурог орла (Aquila chrysaetos), црвенорепог мишара и црвеноплећег јастреба (Buteo lineatus).
Када је реч о предаторима јаја и младунаца, обично су то ракуни (Procyon lotor) и америчко бодљикаво прасе (Erethizon dorsatum), а од птица куперов јастреб (Accipiter cooperii), црвенорепи мишар и црвеноплећи јастреб. Поред тога, забележено је и да борова змија (Pituophis melanoleucus), амерички гавран (Corvus brachyrhynchos) и америчка сврака (Pica hudsonia) нападају гнездо и једу младунце.
Као одговор на људске претње, утина се може понашати на различите начине, зависно од јединке, али и од периода инкубације и старости младунаца. С обзиром да је добро камуфлирана, женка често дозвољава предаторима да се приближе близу, ретко реагујући и излазећи из гнезда ако је претња удаљенија од два метра, а забележено је чак и да је женка остала у гнезду на јајима чак и када је била додирнута од стране човека. Одбрана гнезда је свакако најслабија током инкубације, а најјача у периоду када су младунци стари 2—6 недеља. Током лежања женке на јајима, мужјак углавном кружи око гнезда и клепеће кљуном и испушта различите дозиве када уочи претњу. Поред тога, понекад се претвара да је повређен и шири крила на свом одмаралишту или на земљи, како би одвратио пажњу предатору с гнезда. Некада се дешава и да одрасле јединке из суседних гнезда помажу родитељима да одбране гнездо, уколико је предатор релативно близу и може да угрози и њихово гнездо.
- Парламент утина одмара на дрвету, Мужља (Србија)
- Утина на одмаралишту
- Мала ушара на грани
- Мала ушара у лету
- Пелет мале ушаре

## Размножавање
Утина не гради гнездо, већ од других птица преотима већ направљена гнезда. Најчешће се гнезди на четинарима, посебно онима са густом круном. Женка у просеку полаже 3—5 јаја у размацима од по 2 дана. Женка полаже јаја од половине марта до краја априла. Млади се излежу из јаја после 28 дана, а из гнезда излазе 25 дана након излегања. Када напуне 7 недеља, потпуно су способни да лете, међутим, са родитељима остају још око два месеца, а потом се потпуно осамостале.

### Формирање парова и одабир гнезда
Формирање парова одвија се у периоду јануар—март, пре распуштања заједничких гнездилишта, или непосредно након што се гнездилишта распусте, а у неким случајевима мужјак проналази и заузима гнездо и до осам дана пре него да женка дође. Обично током године постоји једно легло које се формира од средине марта до средине маја, некада чак и током фебруара. Међутим, у годинама када хране има у изобиљу, ова сова на свет доноси већи број младунаца или се гнезди 2 пута, а ово се дешава и када прво легло изгуби, углавном тако што је људи поремете или јој предатори поједу јаја.
Типична локација за гнездо је заправо гнездо неке друге птице у густом грању дрвећа пошто ни утина, као ни већина сова, не гради гнездо, већ само користи већ постојећа гнезда, и то углавном гнезда америчке свраке (Pica hudsonia), америчког гаврана (Corvus brachyrhynchos), или су то природне шупљине у дрвећу. Понекад користи и гнезда обичног гаврана (Corvus corax), куперовог јастреба (Accipiter cooperii) или неког мишара (Buteo). Поред тога, гнезди се у патуљастим имелама (Arceuthobium), метлицама четинара, природним платформама у сагуаро кактусу (Cereus giganteus), или гнезду сиве веверице (Sciurus carolinensis).
Гнездо се обично налази на нешто више од три метра изнад земље, дубоко у крошњи дрвета. Утина избегава усамљено дрвеће и једноредне дрвореде, већ углавном бира шумарке шире од десет метара или веће шуме. Гнездо јој је у просеку дубоко око 65 милиметара, а 220 милиметара у пречнику. Гнездо може поново бити искоришћено, али вероватније од стране неког другог пара утина. У случајевима када се два пута гнезди током сезоне, најчешће користи исто гнездо.

### Полагање јаја и инкубација
Након парења, женка полаже 3—5 елиптичних, белих, благо сјајних и глатких јаја, обично у размацима од по два дана. Јаја су у просеку 37—44 милиметара дуга и 30—35 милиметара широка, а просечна тежина једног јајета износи 24,5 грама. Инкубацију врши искључиво женка, коју започиње одмах након полагања првог јајета. Инкубација обично траје 26—28 дана, а за то време мужјак доноси женки храну и брани гнездо од непријатеља. Женка готово никада не напушта јаја, осим у кратким периодима током ноћи, када излази да избаци измет и пелет. Обично чврсто седи на јајима, која окреће 5—12 пута током ноћи, а помера се искључиво када се претња приближи на два метра од гнезда, и у том случају узнемирено маше крилима како би исту отерала.

### Излегање и брига о младунцима
Слабо пијукање од стране младунаца може се чути још док су у јајету, кратко пре излегања. Након излегања, младунци су слепи, у просеку 17,5 грама тешки получучавци који у потпуности зависе од родитеља. Очи почињу да им се отварају са пет дана старости, а перје почиње да се појављује након две недеље и у потпуности замењује меко паперје око три недеље након излегања. У том периоду се формира и јувенилно летно перје, а у петој и шестој недељи живота се развија и контурно перје. Са осам недеља старости, младунци су доста развијени и паперје се може видети још једино помало на глави и ногама.
Мужјак непосредно пре излегања младунаца женки доноси више хране, тако да пар у гнезду прави залихе како би обезбедио довољно хране за младунце. Птиће у прве две недеље храни искључиво женка, и то храном коју доноси мужјак. У овом периоду женка не напушта гнездо, тако да се у гнезду редовно може наћи пелет који женка избацује. Када младунци наврше три недеље, тешки су нешто више од 200 грама и почињу да полако напуштају гнездо и време проводе на оближњим гранама, када их женка још увек храни, али тада не проводи цео дан у гнезду, већ повремено напушта исто како би и она ловила. Док су мањи, младунце храни тако што им кида храну на комаде, а кад мало порасту постају способни да гутају цео плен. Са осам недеља старости, младунце више не храни женка, већ их она напушта, тако да о њима наставља да се брине мужјак, који их храни наредне 2—3 недеље. У том периоду младунци већ почињу полако да лете, а убрзо потом и да лове, углавном мање животиње.
- Младунче утине
- Младунче са раширеним крилима
- Глава младе птице
- Глава птића утине са подигнутим ушним праменовима
- Младунци утине (фотографија из 1895. године)

## Демографија и популације
Утина стиче полну зрелост са око годину дана старости, када почиње њен репродуктивни живот. Током сезоне гнежђења један пар се најчешће гнезди једном, мада су забележени случајеви када је током једне сезоне пар имао два легла, и то у ситуацијама када је хране у изобиљу или када им предатори униште гнездо у раној фази инкубације. Просечна величина легла у Северној Америци износи 4,5, крећући се од 2 до 10 и благо се повећавајући од југа ка северу и од истока ка западу. У Ајдаху, легла углавном садрже 5—6 јаја, максимално 7. У Европи је ситуација слична, тако да легло у просеку садржи 4,9 јаја, а број се такође благо повећава од југа ка северу.
Успешност гнежђења мале ушаре зависи од области у којој се гнезди, као и од тренутне године и присуства плена. Тако се у Северној Америци креће од 34% до 54% у Ајдаху, око 80% у Аризони и Калифорнији, док у Европи овај просек износи нешто више од 40%. У Америци обично 3—4,5 младунаца доживи одраслу доб, док је у Европи овај број нешто мањи и креће се између 2,8 и 3,2.

### Животни век и смртност
Просечан животни век утине утврђен на основу стотинак узорака износи 9 година, мада научници претпостављају да је то лоша процена, с обзиром на мали број узорака. У Европи је најстарија забележена јединка живела чак 27 година и 9 месеци, што указује на то да је просечан животни век ове сове свакако већи од 9 година.
Главни узроци смртности мале ушаре јесу глад и предатори. Поред тога, она често страда и на путевима у сударима са возилима. Пошто се налази у непосредној близини људи, ова сова се често узнемирава, а неретко се дешава се да је људи прогоне, па чак и убијају због предрасуда и сујеверја.

### Популациони статус
Утина је релативно честа сова у Северној Америци, али њена бројност варира из године у годину. Не постоје прецизни подаци о бројности на територији Северне Америке, а када је реч о Европи, најбројнија је у Србији (8.000—11.000), Хрватској (10.000—15.000), Уједињеном Краљевству (3.000—10.000 парова), Холандији (5.000—7.000), Француској (1.000—10.000) и Шведској (10.000). Србија је једна од држава у Европи са највећим бројем утина — у централној Србији се број гнездећих парова процењује на 5.000—7.000, док у Војводини овај број износи 3.000—4.000 парова. Укупна бројност за целу Србију процењује се на 11.000 парова, док новије процене из 2015. године наводе 19.000—28.000 парова у Србији, заједно са Косовом.
Бројност утине је тешко утврдити, с обзиром на њене номадске навике и често лутање у потрази за храном. Европска популација процењује се на 304.000—776.000 парова, односно 609.000—1.550.000 одраслих јединки. Како европска популација чини око 28% укупне светске популације, целокупан број малих ушара у свету грубо се процењује на 2.180.000—5.540.000 одраслих јединки, али су потребна додатна истраживања која би потврдила ове процене. Тренутни подаци указују на благо смањење бројности у неким деловима Сједињених Држава, међу којима су Калифорнија, Њу Џерзи, Мериленд, Пенсилванија, Индијана и Јужна Дакота, где се као главни разлог за мањи број сова наводи уништавање њеног станишта, а поред тога је уочен и стални пад броја јединки које из јужне Канаде мигрирају у Сједињене Државе. Поред тога, у великом делу Европе бројност ове сове је у сталном паду, где је велики проблем нарушавање њених природних станишта и нестајање места где се може гнездити, као и места где лови.

### Заштита
Мала ушара има велики значај за људе, пошто природно контролише бројност глодара. Истраживања су показала да једна породица утина за годину дана поједе и до 10.000 глодара, па тиме она смањује потребу за коришћењем отрова и тиме људима уштеђује знатна материјална средства. Примена ових отрова у пољопривреди нарушава здравље људи и животиња пошто загађује храну и животну средину, тако да мала ушара, а и сове генерално, посредно утичу и на здравље људи.
С обзиром на примећено опадање броја јединки, мала ушара је у многим деловима света заштићена законом. На нивоу Сједињених Држава, она се и даље налази у категорији „последња брига”, али је у Илиноису и Ајови обележена као угрожена, док је у Калифорнији, Монтани, Северној Дакоти, Висконсину, Мичигену и Мисурију означена као врста од посебне бриге. У Европи се такође ради на њеном очувању, па је тако у Србији заштићена као природна реткост и забрањено је њено хватање, убијање и узнемиравање у току целе године. Налази се у Црвеном попису птица Хрватске и строго је заштићена Законом о заштити природе и Правилником о проглашењу дивљих својти заштићеним и строго заштићеним. У Великој Британији је такође све мање јединки мале ушаре, а пад у бројности приметан је још од 1930-их, тако да се данас широм Велике Британије постављају вештачке корпе и гнезда у којима се мала ушара гнезди, чиме се покушава ублажавање уништења места на којима се она природно гнезди. У Данској је сађење великог броја нових четинара такође поспешило нормализацију бројности јединки мале ушаре.